# Do Sono e da Vigília
Do sono e da vigília (em latim De somno et vigilia) é um texto de Aristóteles que faz parte do Parva Naturalia. Nesta obra Aristóteles considera dormir e caminhar como afeições ao corpo e à alma, como um todo, o sono é a inatividade do senso comum primário.